# Hoàng Tuấn Hạo
Hoàng Tuấn Hạo (tiếng Trung: 黃俊皓, sinh ngày 31 tháng 5 năm 1990 ở Hồng Kông) là một cầu thủ bóng đá Hồng Kông thi đấu ở vị trí hậu vệ phải cho câu lạc bộ tại Giải bóng đá ngoại hạng Hồng Kông Hong Kong Pegasus.

## Sự nghiệp câu lạc bộ
Năm 2009, Hoàng gia nhập câu lạc bộ tại Giải hạng nhất Hồng Kông Happy Valley.
Năm 2010, Hoàng gia nhập câu lạc bộ tại First Division Sun Hei.
Ngày 6 tháng 5 năm 2012, Hoàng ghi bàn thắng ở hiệp hai cho Sun Hei trước Sham Shui Po, với chiến thắng 1:0.
Năm 2014, Hoàng gia nhập câu lạc bộ tại Giải bóng đá ngoại hạng Hồng Kông YFCMD.
Năm 2015, Hoàng gia nhập câu lạc bộ tại HKPL Hong Kong Pegasus. Trước mùa giải 2017-18, Hoàng được mang danh đội phó Pegasus.